# Gino Bartali
Gino Bartali (Ponte a Ema, Florencia, 18 de julio de 1914-ibid., 5 de mayo de 2000), apodado il Ginettaccio, fue un ciclista italiano, ganador tres veces del Giro de Italia –en 1936, 1937 y 1946– y dos veces del Tour de Francia –en 1938 y 1948–.
Durante la Segunda Guerra Mundial formó parte de una red clandestina que consiguió salvar a 800 judíos italianos de ser deportados a campos de concentración en Alemania.

## Biografía

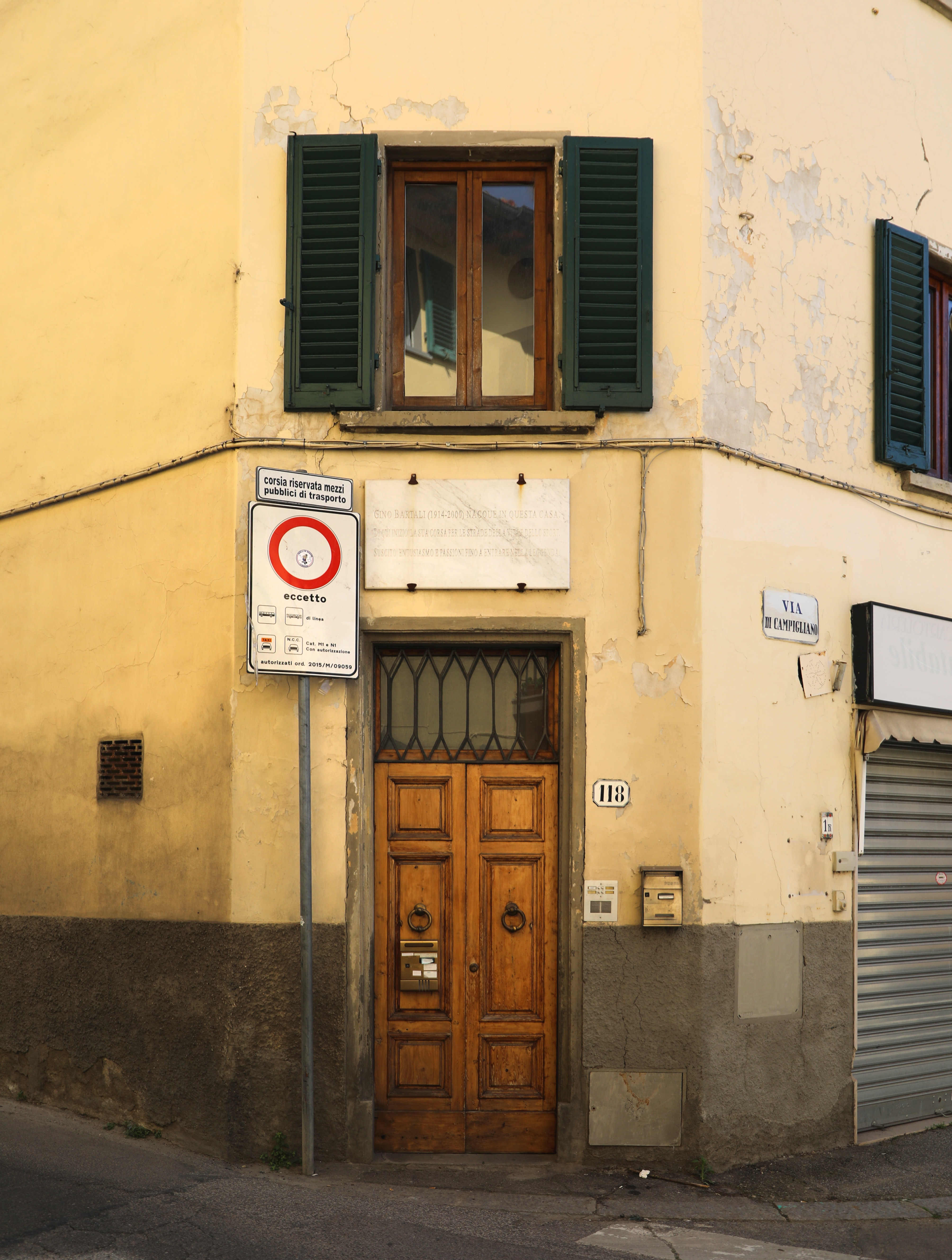
Casa materna de Gino Bartali en Ponte a Ema, Florencia.

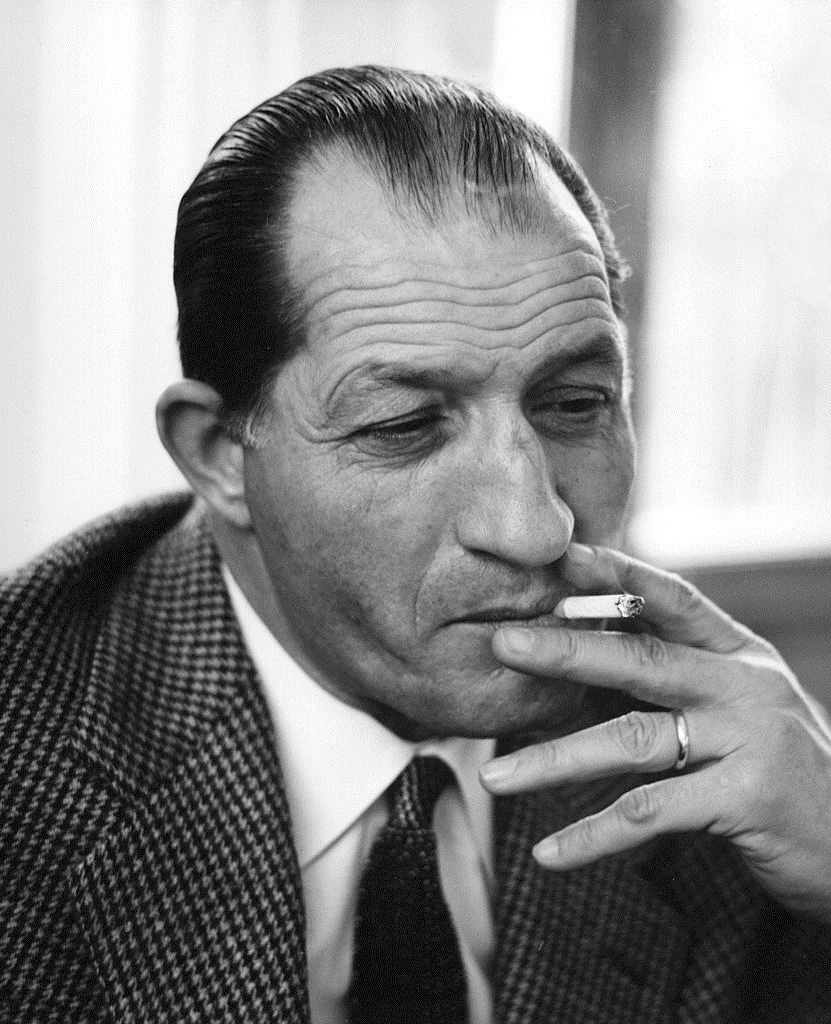
Fotografía de Bartali en 1963

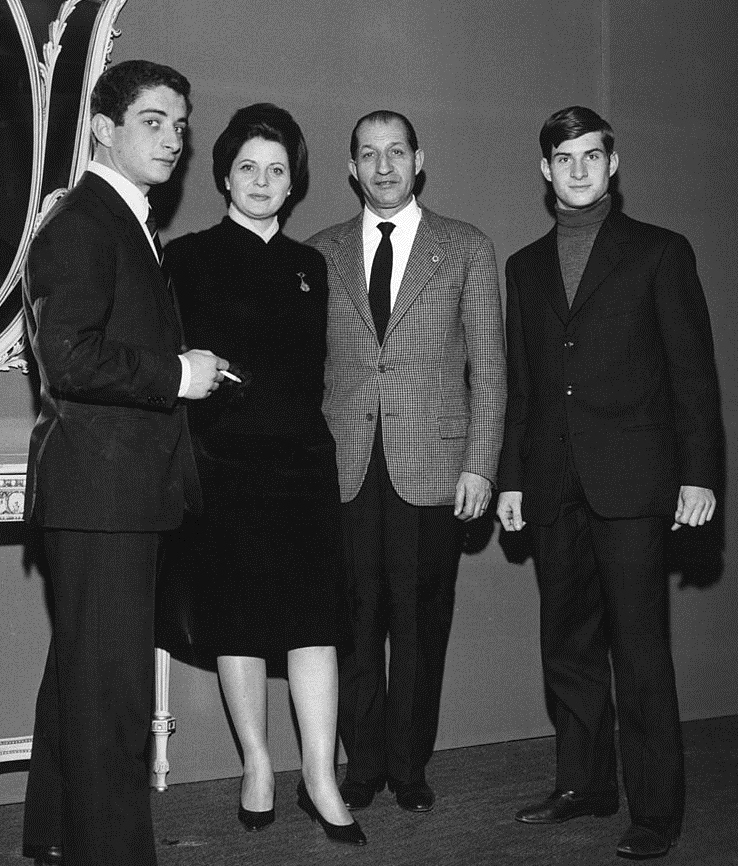
Bartali con su esposa Adriana Bani y sus hijos Andrea y Luigi Bartali en 1963

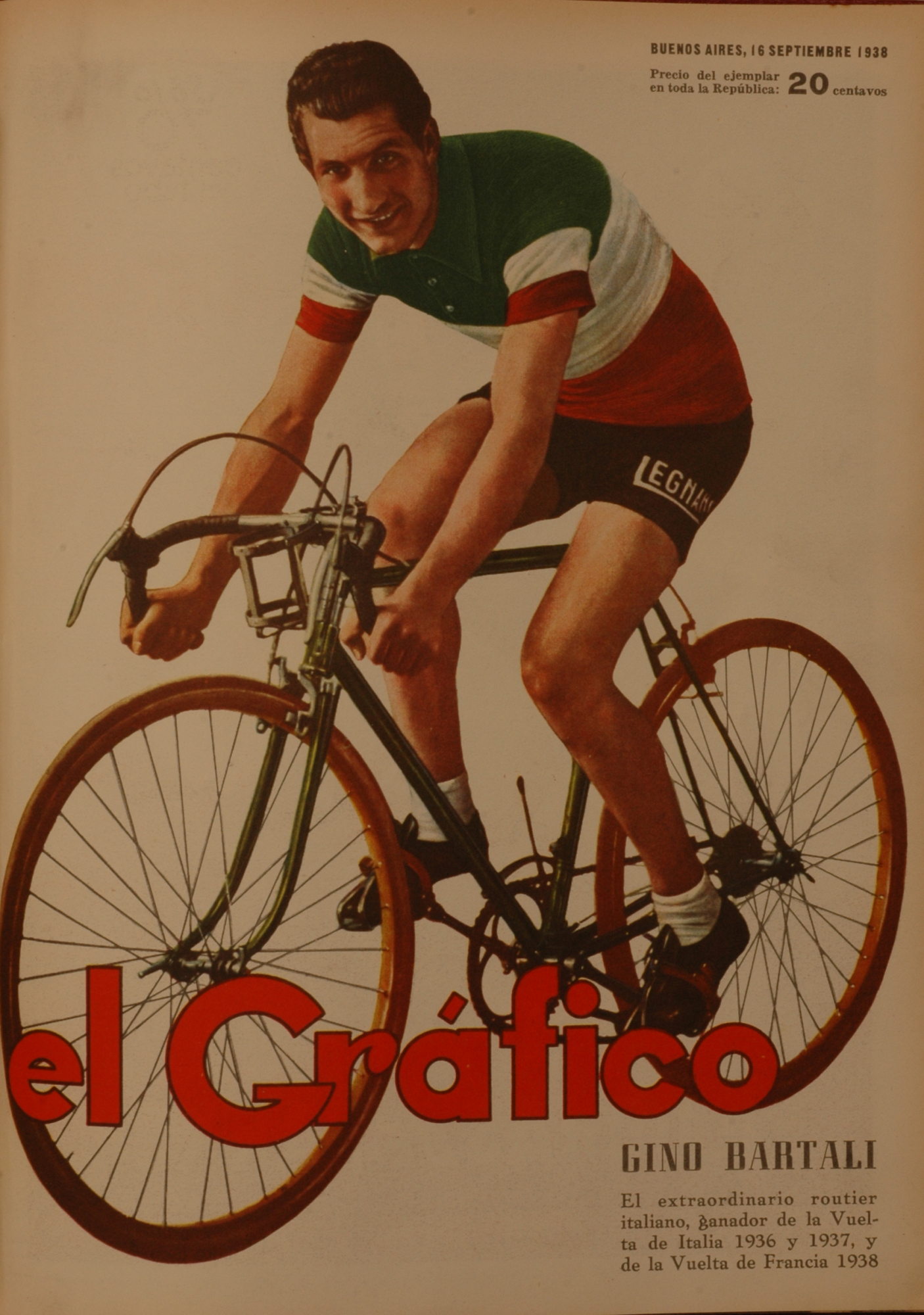
Gino Bartali con el maillot de campeón de Italia. El Gráfico (1938)

Nacido en la Toscana, en el seno de una familia humilde que se dedicaba a trabajar el campo, Bartali comenzó a correr gracias a que su padre le encontró trabajo en un taller de reparación de bicicletas. Su dueño, contento por el trabajo de Gino, le regaló una y le animó a que se entrenase. A partir de ahí las escarpadas carreteras de la región fueron su espacio natural.
En 1936, con un Giro de Italia ya ganado, Bartali estuvo a punto de abandonar el ciclismo a causa de la muerte de su hermano Giulio. Afortunadamente para todos los aficionados al ciclismo, Bartali continuó compitiendo.
Ganador dos veces del Tour de Francia (en 1938 y 1948) y tres veces del Giro de Italia (en 1936, 1937 y 1947), en ambos casos con una década de diferencia entre su primer triunfo y el último, su ya de por sí nutrido palmarés se vio perjudicado por la suspensión de las carreras motivada por la Segunda Guerra Mundial. La gran rivalidad deportiva y a la vez la gran amistad que mantuvo con su compatriota Fausto Coppi es uno de los episodios de la historia del ciclismo más recordados.
Hombre de fuerte carácter, quizá fue uno de los últimos representantes del ciclismo clásico, en el que la tenacidad y la capacidad física innata todavía no habían dado paso al ciclismo más tecnificado y sistemático que representó primero su rival Fausto Coppi y posteriormente la irrupción del francés Jacques Anquetil. El periodista y célebre escritor italiano Dino Buzzati lo retrata en sus crónicas para el Corriere della Sera del Giro de 1949 bebiendo vino tinto en las comidas y fumando algún que otro cigarrillo entre etapa y etapa, algo impensable en el mundo del ciclismo de competición tan solo unos años después.
La extraordinaria repercusión de sus hazañas deportivas en la agitada Italia de la posguerra, contribuyó al apaciguamiento del país en unos momentos muy difíciles. Así, en 1948, cuando el líder del Partido Comunista Italiano, Palmiro Togliatti, recibió un disparo en el cuello mientras salía del parlamento, las victorias de Bartali en el Tour de Francia ayudaron a disminuir las enormes tensiones que tenían a Italia al borde de una revolución aquel mes de julio. Como señaló el ex primer ministro Giulio Andreotti años después: "Decir que la guerra civil se evitó por una victoria en el Tour de Francia es sin duda excesivo, pero es innegable que en ese 14 de julio de 1948, día del ataque a Togliatti, Bartali contribuyó a aliviar las tensiones."
Tras retirarse de la competición, siguió ligado al mundo del ciclismo, primero como director del modesto equipo San Pellegrino (donde en 1959 tuvo a sus órdenes a Fausto Coppi) y después como comentarista de la RAI y como asesor técnico de firmas industriales, vendiendo bicicletas con su nombre y vino chianti de su Toscana natal.
Por sus extraordinarios méritos deportivos, Bartali fue nombrado «Cavaliere di Gran Croce OMRI» (Caballero de la Gran Cruz al Mérito de la República de Italia).
Durante la Segunda Guerra Mundial, colaboró activamente para salvar la vida de 800 judíos, escondiendo su secreto durante casi sesenta años y llevándoselo a la tumba. Solo un descubrimiento casual permitió conocer la dimensión humana que alcanzó uno de los más grandes ciclistas del siglo XX, y por la que fue nombrado "Justo entre las Naciones" por el Gobierno de Israel el 23/9/2013.
Murió en el año 2000 (a los 85 años de edad) en su localidad natal, a consecuencia de un ataque al corazón. Estaba casado desde 1940 con Adriana Balli, con la que tuvo tres hijos (Andrea, Biancamaria y Luigi). Adriana, que recibió el reconocimiento que se hizo a título póstumo a su marido por su comportamiento durante la guerra, falleció en 2014, a los 95 años de edad. Ambos reposan en el mausoleo familiar en el cementerio de Ponte a Ema.

## Carrera ciclista

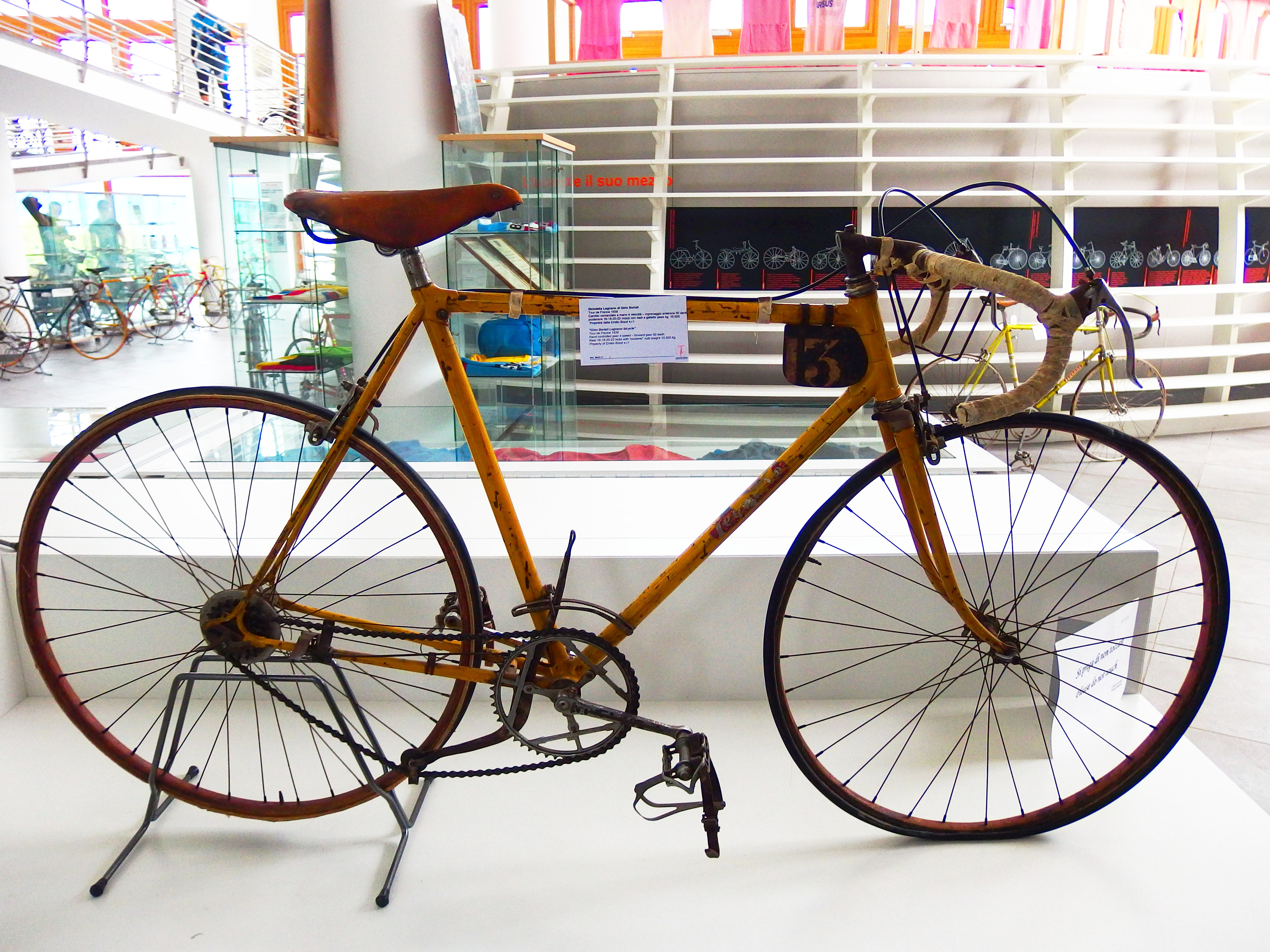
Bicicleta de cuatro velocidades con la que Bartali ganó el Tour de Francia de 1938

Antes de que fuera uno de los cuatro Campionissimos de la historia del ciclismo italiano, Bartali estaba considerado como el ciclista del régimen de Mussolini. El Duce, en su delirio, soñaba con ver a un italiano derrotando a los franceses en el Tour y todas las miradas se volvieron hacia Bartali, que en 1936 ya se había adjudicado el Giro y era una celebridad en todo el país. En 1937 una caída frustró su misión.
En 1938 cumplió el sueño de Mussolini, aventajando al segundo clasificado en más de veinte minutos en el Tour de Francia. Cuando la carretera se empinaba, cuando el calor y el polvo secaban las gargantas, Bartali no encontraba rival. Pero la II Guerra Mundial impidió la celebración de competiciones y le dejó sin los años en los que se podría haber labrado un palmarés espectacular, cuando Fausto Coppi aún era un joven meritorio que corría a su lado.
Antes de la guerra, en 1939, no pudo ya defender su victoria en el Tour de Francia del año anterior. Pero Gino Bartali se tomaría la revancha en 1948, consiguiendo su segundo Tour de una forma espectacular, con siete victorias de etapa. Con estas dos victorias, se convierte en el único ciclista hasta la fecha, vencedor de dos Tours en un intervalo de 10 años. Circunstancia que también logró en el giro con sus victorias en 1936 y 1946

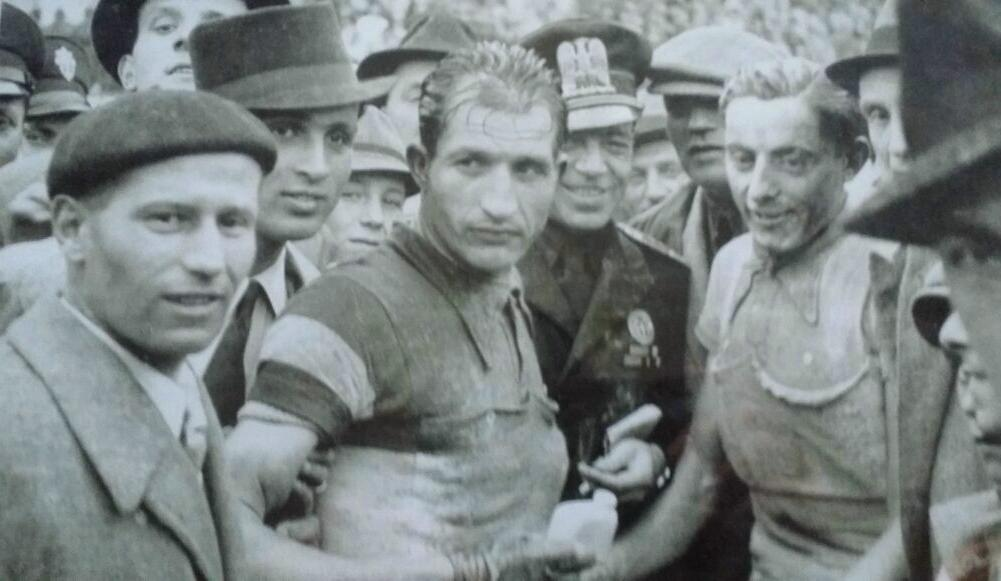
Gino Bartali y Fausto Coppi, entre 1940 y 1943

Bartali fue un excepcional escalador, vencedor del gran premio de la montaña del Giro de Italia en siete ocasiones y del Tour de Francia en dos. Fue pionero en utilizar el cambio de marchas, ideado por el fabricante italiano Campagnolo. Anteriormente, las bicicletas incorporaban dos piñones (uno a cada lado del eje trasero) y el cambio entre ellos significaba tener que parar, desmontar la rueda trasera y volverla a poner dándole la vuelta, de forma manual. Con este nuevo sistema, el ciclista podía realizar el cambio de piñón sin necesidad de bajarse de la bicicleta. Esta operación se convirtió rápidamente en una señal de que Bartali estaba dispuesto a lanzar un ataque.
Además de sus victorias en Grandes Vueltas, Bartali ganó en cuatro ocasiones el campeonato nacional italiano y varias clásicas de un día, como la Milán-San Remo y el Giro de Lombardía.
Fue el gran rival de Fausto Coppi, rivalidad que dividía a los italianos, tanto deportiva como política y religiosamente (sus posturas políticas y religiosas también estaban enfrentadas). Sin embargo, por encima de aquella rivalidad, Coppi y Bartali estaban unidos por una gran amistad; compartieron equipo durante años y, en muchas ocasiones, el uno actuó de gregario del otro y viceversa. El Tour de Francia 1949, que ganaría Coppi por delante de Bartali, podría ser la mejor muestra de esto. Ambos italianos destrozaron la carrera en los Alpes, pero siempre "de la mano". En el Tour de 1952 se produjo uno de los últimos episodios de esta épica historia, plasmada en una famosa fotografía en la que ambos se intercambian un bidón de agua. La polémica sobre quién estaba ayudando a quién, todavía sigue viva entre los aficionados al ciclismo italianos muchos años después.
(Ver el artículo sobre Fausto Coppi, donde se dan más detalles sobre este hecho)
No todo fueron jornadas de gloria. En la edición del Tour de 1950 tuvo que vivir uno de los más amargos episodios de su carrera deportiva, cuando el equipo italiano liderado por Bartali decidió retirarse en bloque, después de ser increpados y golpeados por los aficionados franceses en el Col d'Aspin. "No quiero morir aquí", declaró entonces a la prensa con su habitual rudeza.

## Durante la Segunda Guerra Mundial: el rescate de judíos en peligro

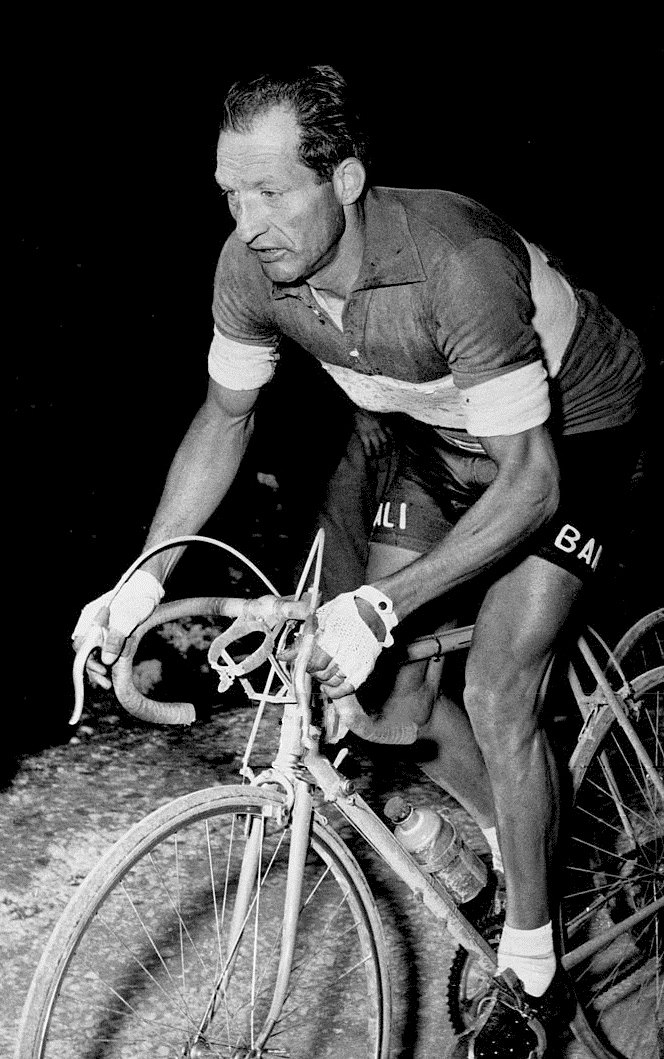
Bartali hacia 1945

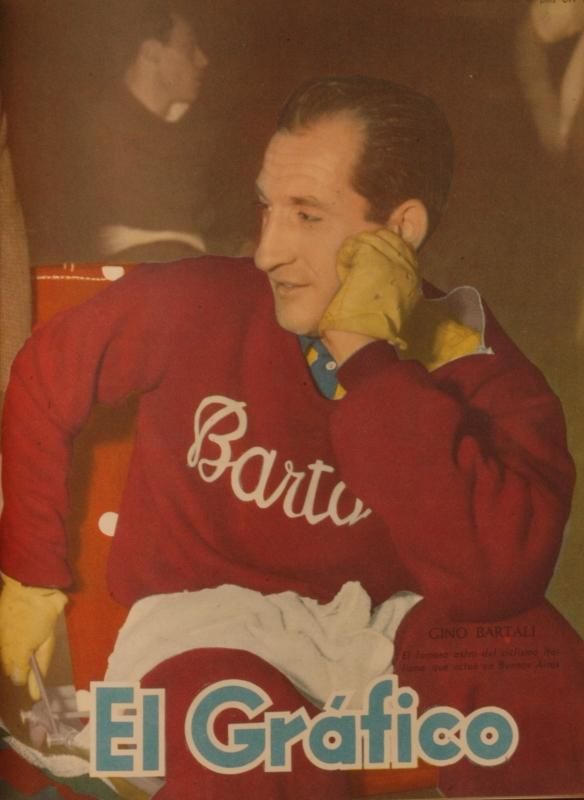
Bartali en 1952

Gino Bartali murió en el año 2000, sin que se hubiera reconocido un lado oculto de su historia, la del corredor grandioso que dedicó dos años de su existencia a salvar la vida de ochocientos judíos. Para ello se valió de su bicicleta, donde escondía la documentación necesaria para sacarlos de Italia. Y así, bajo la apariencia de simples entrenamientos, llevaba los papeles de un lado a otro. Era imposible sospechar en aquel momento de uno de los grandes mitos del deporte italiano, del hombre que había conseguido darle a Mussolini el Tour de Francia en 1938. Su popularidad le servía de pantalla para sus misiones.
En la película documental del año 2014, My Italian Secret: the Forgotten Heroes (Mi secreto italiano: los héroes olvidados), dirigida y escrita por Oren Jacoby, otro de sus hijos, Andrea, reveló que Gino Bartali empezó a asumir riesgos cuando rechazó la invitación para dedicarle el triunfo de 1938 a Benito Mussolini. "Mussolini creía que si un italiano terminaba triunfante el Tour, eso mostraría que los italianos también pertenecían a una raza superior. La victoria de mi padre se convirtió en un asunto de orgullo nacional y de prestigio del fascismo, por eso estuvo bajo una enorme presión".
Lo que nadie imaginaba es que en aquellos años oscuros, Bartali (uno de los símbolos de los que se había apropiado el Partido Nacional Fascista), era en realidad uno de los personajes clave de una organización dedicada a salvar la vida de los judíos italianos a los que los alemanes querían enviar a sus hornos crematorios. A pesar de la interrupción del calendario ciclista por culpa de la guerra, Gino Bartali seguía entrenando por las carreteras de la Toscana y de la Umbría. Nadie podía suponer que en el cuadro de su bicicleta o debajo de su sillín transportaba documentos y pasaportes destinados a los judíos que se escondían en algunos de los monasterios italianos.
Bartali no despertaba demasiadas sospechas pese a que la guerra impedía cualquier competición y resultaba extraño ver a alguien entrenándose en aquel ambiente. Corría con ropa en la que se podía leer su nombre, lo que le permitía recorrer kilómetros recibiendo los saludos efusivos de los soldados italianos, para los que era un auténtico ídolo. Era el correo perfecto.
En los conventos y monasterios, la red organizada por Giorgio Nissim -con el apoyo de varios arzobispos- se dedicaba a elaborar los pasaportes destinados a salvar la vida de cientos de judíos, documentos que Bartali transportaba jugándose la vida en aquellos viajes por las carreteras que conocía como nadie. Durante 1943 y 1944 el corredor toscano, el "beato" Bartali, se dedicó a esa misión sin que nadie le delatase, como parte de una red de salvamento en la que los líderes fueron el rabino de Florencia, Nathan Cassuto y el obispo de la ciudad, el cardenal Elia Angela dalla Costa. Recorría el tramo desde Florencia a Asis llevando fotografías o la información necesaria para producir documentos falsos, que luego volvía a traer escondidos dentro del tubo de su bicicleta. "Transportaba fotos en una dirección y la documentación falsa confeccionada a la vuelta. Todo sucedía muy rápido porque el viaje se hacía en un solo día para regresar antes del toque de queda. Y eran casi 400 kilómetros, de modo que imagine el esfuerzo", reveló Gioia, una de sus hijas. La reputación de Bartali era la llave de la resistencia: las fuerzas fascistas no sospechaban de su entrenamiento en áreas restringidas. Los documentos servían para que los refugiados pudieran alcanzar zonas controladas por los aliados, que desde el sur de la península venían recuperando territorio.
No resultó una tarea fácil para el ciclista. Una vez fue interrogado por el jefe de la policía secreta fascista y trasladado hacia la Villa Triste, donde frecuentemente se torturaba a los detenidos: Bartali pidió que la bicicleta no fuera revisada porque las piezas estaban calibradas con precisión para optimizar sus prestaciones. En su casa también ocultó a judíos: Giorgio Goldenberg vivió junto a su abuelo y sus padres, y solo la madre salía del refugio a buscar comida.
Acabó la guerra y aquellos entrenamientos kilométricos aún le servirían para retomar su carrera deportiva al máximo nivel, porque con 32 años pudo ganar en 1946 el Giro y en 1948, con 34 años, fue capaz de imponerse en el Tour de Francia en una demostración colosal en la montaña, venciendo nada menos que en siete etapas de aquella edición.
Bartali se retiró a su tierra, a Florencia, y durante cincuenta años no dijo nada de su trabajo para ayudar a los judíos italianos. Durante décadas sobrevoló sobre él la etiqueta de haber sido el corredor de los fascistas. No le importó. Murió en el año 2000. El gran público solo descubrió su grandeza en 2003, cuando los hijos de Giorgio Nissim encontraron un viejo diario de su padre en el que detallaba la forma en que funcionó la red clandestina dedicada a conseguir documentos que salvasen la vida de los judíos. Allí, en aquellos legajos, se explicaban minuciosamente los viajes que hacía Bartali, los kilómetros que recorría, los documentos que escondía su bicicleta y, sobre todo, lo abnegado de su dedicación a la causa. Los Nissin contaron lo que su padre escribió y entonces empezó a cobrar sentido tanto entrenamiento en una época en la que costaba ver a un ciclista recorrer una carretera italiana. Italia descubrió a uno de sus grandes héroes. Los Nissin también contaron el dato más importante que escondía el diario de su padre: 800 judíos evitaron el viaje a algún campo de concentración de los alemanes gracias a las piernas de Gino Bartali.
Esta actitud discreta, queda reflejada en las palabras de su hijo Andrea Bartali: “Mi padre era un católico ferviente. Casi nunca nos habló de lo que hizo durante la guerra. Decía tan solo que ‘en la vida, esas cosas se hacen y basta’”. Cuando la gente le decía, 'Gino, eres un héroe', él respondía: 'No, no, yo quiero que me recuerden por mis logros deportivos. Los héroes reales son otros, aquellos que sufrieron en su alma, su corazón, su espíritu, su mente, por sus seres queridos. Ellos son los héroes reales. Yo soy solo un ciclista'".

## Reconocimientos y honores

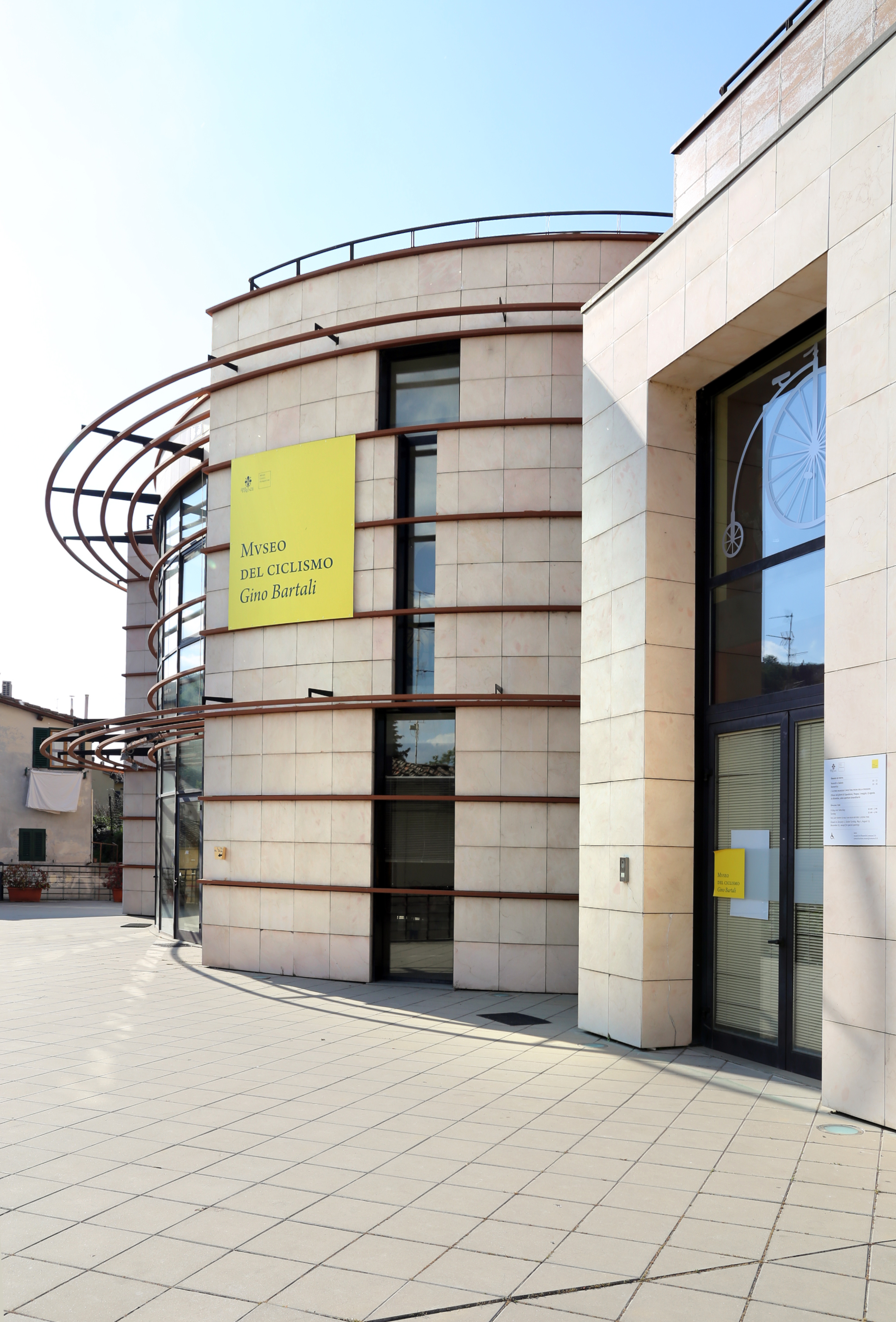
Museo del Ciclismo Gino Bartali en Ponte a Ema

- Grande ufficiale dell'Ordine al merito della Repubblica italiana (Roma, 27 de diciembre de 1986).[24]
- Cavaliere di gran croce dell'Ordine al merito della Repubblica italiana (Roma, 27 de diciembre de 1992).[25]
- Medaglia d'oro al Merito civile, por su contribución al salvar judíos en peligro durante la Segunda Guerra Mundial (Roma 31 de mayo de 2005).[26]
- En 2001, un año después de la muerte de Gino Bartali, una carrera italiana creada en 1984 pasó a llamarse Semana Internacional Coppi y Bartali, en honor a estos dos corredores.[27]
- En 2010, el estado de San Marino emitió dos sellos para conmemorar el 50 aniversario de la muerte de Fausto Coppi y el décimo aniversario de la de Gino Bartali. Este díptico representa el intercambio de un bidón entre ambos ciclistas durante una carrera.[28]
- En 2013 es nombrado a título póstumo Justos entre las Naciones (Israel).[29]
- Fue reconocido como uno de los ciclistas más destacados de la historia al ser elegido en el año 2002 para formar parte de la Sesión Inaugural del Salón de la Fama de la UCI.[30]
- En 2018 recibió un homenaje del Giro de Italia.[31]
- Desde el año 2006, el Museo del Ciclismo Gino Bartali rinde homenaje al corredor en su localidad natal de Ponte a Ema.[32]

## En la cultura popular
- En la película "Los clandestinos de Asís" de 1985, ya se hacía referencia a su participación en la clandestinidad para salvar a judíos.[33]
- El documental del año 2014, My Italian Secret: the Forgotten Heroes (Mi secreto italiano: los héroes olvidados),[34] narra la historia de la participación de Bartali en una red clandestina dedicada a proporcionar salvoconductos a los judíos italianos amenazados de deportación durante la Segunda Guerra Mundial.

## Palmarés
| 1935 - Campeón de Italia en ruta - Vuelta al País Vasco, más 3 etapas - Coppa Bernocchi - 1 etapa del Giro de Italia y clasificación de la montaña 1936 - Giro de Lombardía - 1.º en el Giro de Italia, más 3 etapas y la clasificación de la montaña - Giro de la Provincia de Milán (con Pierino Favalli) 1937 - Campeón de Italia en ruta - 1.º en el Giro de Italia, más 4 etapas y la clasificación de la montaña - Giro del Piamonte - 1 etapa del Tour de Francia - Giro de Lazio 1938 - 1.º en el Tour de Francia, más 2 etapas y la clasificación de la montaña - Tres Valles Varesinos - 2.º en el Campeonato de Italia en Ruta - Giro de la Provincia de Milán (con Pierino Favalli) 1939 - Milán-San Remo - Giro de Lombardía - Giro del Piamonte - 2.º en el Giro de Italia, más 4 etapas y la clasificación de la montaña - Giro de Toscana - Giro de la Provincia de Milán (con Pierino Favalli) 1940 - Campeón de Italia en ruta - Milán-San Remo - Giro de Lombardía - 2 etapas del Giro de Italia y la clasificación de la montaña - Giro de Lazio - Giro de Toscana - Giro di Campania - Giro de la Provincia de Milán (con Pierino Favalli) 1942 - 3.º en el Campeonato de Italia de ciclismo en ruta - Giro de la Provincia de Milán (con Pierino Favalli) | 1945 - Giro de Lazio - Giro di Campania 1946 - Campeonato de Zúrich - Giro de Italia, más clasificación de la montaña - Vuelta a Suiza, más 4 etapas - 2.º en el Campeonato de Italia de ciclismo en ruta - Trofeo Matteotti 1947 - Milán-San Remo - 2.º en el Giro de Italia, más 2 etapas y la clasificación de la montaña - Vuelta a Suiza, más 2 etapas - Ganador de etapa en el Tour de Romandía 1948 - Campeonato de Zúrich - 1.º en el Tour de Francia, más 7 etapas y la clasificación de la montaña - Giro de Toscana 1949 - 2.º en el Tour de Francia, más 1 etapa - 2.º en el Giro de Italia - Tour de Romandía 1950 - Milán-San Remo - 1 etapa del Tour de Francia - 2.º en el Giro de Italia, más 1 etapa - Giro de Toscana 1951 - 2.º en el Campeonato de Italia de ciclismo en ruta - Giro del Piamonte 1952 - Campeón de Italia en ruta - Giro de Emilia - Giro Reggio Calabria 1953 - Giro de Emilia - Giro de Toscana |

## Resultados
Durante su carrera deportiva consiguió los siguientes puestos en Grandes Vueltas y carreras de un día.

### Grandes Vueltas
| Carrera | Carrera         | 1935 | 1936 | 1937 | 1938 | 1939 | 1940 | 1941 | 1942 | 1943 | 1944 | 1945 | 1946 | 1947 | 1948 | 1949 | 1950 | 1951 | 1952 | 1953 | 1954 |
| ------- | --------------- | ---- | ---- | ---- | ---- | ---- | ---- | ---- | ---- | ---- | ---- | ---- | ---- | ---- | ---- | ---- | ---- | ---- | ---- | ---- | ---- |
|         | Giro de Italia  | 7.º  | 1.º  | 1.º  | —    | 2.º  | 9.º  | X    | X    | X    | X    | X    | 1.º  | 2.º  | 8.º  | 2.º  | 2.º  | 10.º | 5.º  | 4.º  | 13.º |
|         | Tour de Francia | —    | —    | Ab.  | 1.º  | —    | X    | X    | X    | X    | X    | X    | X    | —    | 1.º  | 2.º  | Ab.  | 4.º  | 4.º  | 11.º | —    |
|         | Vuelta a España | —    | —    | X    | X    | X    | X    | —    | —    | X    | X    | —    | —    | —    | —    | X    | —    | X    | X    | X    | X    |

### Vueltas menores
| Carrera | Carrera              | 1935 | 1936 | 1937 | 1938 | 1939 | 1940 | 1941 | 1942 | 1943 | 1944 | 1945 | 1946 | 1947 | 1948 | 1949 | 1950 | 1951 | 1952 | 1953 | 1954 |
| ------- | -------------------- | ---- | ---- | ---- | ---- | ---- | ---- | ---- | ---- | ---- | ---- | ---- | ---- | ---- | ---- | ---- | ---- | ---- | ---- | ---- | ---- |
|         | París-Niza           | —    | —    | —    | —    | —    | X    | X    | X    | X    | X    | X    | —    | X    | X    | X    | X    | Ab.  | —    | —    | —    |
|         | Tour de Romandía     | X    | X    | X    | X    | X    | X    | X    | X    | X    | X    | X    | X    | 2.º  | —    | 1.º  | —    | —    | —    | 8.º  | —    |
|         | Vuelta al País Vasco | 1.º  | X    | X    | X    | X    | X    | X    | X    | X    | X    | X    | X    | X    | X    | X    | X    | X    | X    | X    | X    |
|         | Vuelta a Suiza       | —    | —    | —    | —    | —    | X    | —    | —    | X    | X    | X    | 1.º  | 1.º  | —    | —    | —    | —    | —    | —    | —    |

### Clásicas, Campeonatos y JJ. OO.
| Carrera               | Carrera               | 1935 | 1936 | 1937 | 1938 | 1939 | 1940 | 1941 | 1942 | 1943 | 1944 | 1945 | 1946 | 1947 | 1948 | 1949 | 1950 | 1951 | 1952 | 1953 | 1954 |
| --------------------- | --------------------- | ---- | ---- | ---- | ---- | ---- | ---- | ---- | ---- | ---- | ---- | ---- | ---- | ---- | ---- | ---- | ---- | ---- | ---- | ---- | ---- |
|                       | Milán-San Remo        | 4.º  | 23.º | —    | 7.º  | 1.º  | 1.º  | 12.º | 11.º | 5.º  | X    | X    | 4.º  | 1.º  | 29.º | 15.º | 1.º  | 27.º | 37.º | 34.º | 13.º |
| Gante-Wevelgem        | Gante-Wevelgem        | —    | —    | —    | —    | —    | X    | X    | X    | X    | X    | —    | —    | 9.º  | —    | —    | —    | —    | —    | —    | —    |
| Flecha Valona         | Flecha Valona         | —    | —    | —    | —    | —    | X    | —    | —    | —    | —    | —    | —    | —    | —    | —    | —    | 2.º  | —    | —    | —    |
|                       | Lieja-Bastoña-Lieja   | —    | —    | —    | —    | —    | X    | X    | X    | —    | X    | —    | —    | —    | —    | —    | —    | 6.º  | —    | —    | —    |
| Campeonato de Zúrich  | Campeonato de Zúrich  | —    | —    | —    | —    | —    | —    | —    | —    | —    | —    | —    | 1.º  | —    | 1.º  | —    | —    | —    | —    | —    | —    |
| Milán-Mantua          | Milán-Mantua          | —    | —    | —    | —    | —    | 2.º  | —    | —    | 3.º  | X    | X    | —    | —    | X    | X    | X    | X    | X    | X    | —    |
| Tres Valles Varesinos | Tres Valles Varesinos | —    | —    | —    | 1.º  | 2.º  | —    | 3.º  | —    | X    | X    | 3.º  | —    | —    | 2.º  | —    | —    | 6.º  | —    | 4.º  | —    |
| Giro de Emilia        | Giro de Emilia        | —    | 16.º | —    | —    | —    | 14.º | 3.º  | 4.º  | —    | X    | X    | —    | 2.º  | —    | —    | —    | —    | 1.º  | 1.º  | 9.º  |
| Giro de Toscana       | Giro de Toscana       | —    | 4.º  | —    | 6.º  | 1.º  | 1.º  | 2.º  | 2.º  | 3.º  | X    | X    | 2.º  | —    | 1.º  | —    | 1.º  | —    | 12.º | 1.º  | 14.º |
|                       | Giro de Lombardía     | 3.º  | 1.º  | 2.º  | 2.º  | 1.º  | 1.º  | 9.º  | 2.º  | X    | X    | 3.º  | —    | 2.º  | —    | —    | 31.º | 11.º | 36.º | —    | —    |
| Italia en Ruta        | Italia en Ruta        | 1.º  | —    | 1.º  | 2.º  | —    | 1.º  | —    | 3.º  | —    | —    | —    | 2.º  | —    | —    | —    | —    | 2.º  | 1.º  | —    | —    |
| Mundial en Ruta       | Mundial en Ruta       | —    | 7.º  | —    | Ab.  | —    | X    | X    | X    | X    | X    | X    | 12.º | —    | Ab.  | —    | Ab.  | 9.º  | 11.º | —    | —    |

—: No participa

Ab.: Abandono

X: Ediciones no celebradas

### Récords y marcas personales
- Ciclista con más Top-10 en cualquiera de las 3 Grandes Vueltas con 13 en el Giro de Italia, superando las 12 de Joop Zoetemelk en el Tour de Francia y las 12 de Alejandro Valverde en la Vuelta a España.
- Ciclista con más tiempo transcurrido entre la primera y última victoria en la general del Tour de Francia, así como entre dos victorias consecutivas: 10 años.